# Sálfalva
Sálfalva (románul: Mihăileni, németül: Schaldorf) falu Romániában, Szeben megyében, az azonos nevű község központja.

## Története
Első írásos említése 1382-ből maradt fenn Saltorph néven. További névváltozatok: Saldorf (1390), Saldorph (1415). A név alapján szász lakosai lehettek. 1414-ben említik Szent Orsolya tiszteletére szentelt templomát. A 15. század után lakosai ortodox vallásúak.

## Lakossága
1850-ben a falu 487 lakosából 466 román, 9 magyar és 12 roma volt. 2002-re a 279 lakos mind román volt.